# Bötinge
Bötinge är en by i Åsbo socken i Boxholms kommun i Östergötland, belägen omkring tre kilometer sydost om Åsbo kyrka, vid Åsboån. 
Byn bestod [när?] av 2 gårdar; Sörgården (1 helt skatterusthåll) och Norrgården (1/2 Frälsehemman) 
samt under dessa ett antal torp och backstugor.
Det första storskiftet genomfördes i Bötinge by av Fried Wadman från Lantmäteriet 1773.

Rusthållet var ålagt att ansvara för ryttarens torp, häst, beteshage och åkrar till ryttarens försörjning. Torpet för ryttare no.56 var beläget i Stenhagen bortom Frälsegårdens ladugård.
Ryttaren tillhörde Skänninge kompani och Östgöta kavalleriregemente från 1686 till 1791.